# Blue in the Face
Blue in the Face è un film commedia del 1995 scritto e diretto da Paul Auster e Wayne Wang, prodotto da Harvey Keitel e interpretato da Harvey Keitel, Victor Argo e Giancarlo Esposito.
Blue in the Face è stato girato nel corso di cinque giorni e ideato come seguito di Smoke. Durante la produzione di Smoke, Keitel e gli altri improvvisarono alcune scene nel mezzo delle riprese e venne realizzato un sequel del film utilizzando il materiale improvvisato.

## Trama
Uno stravagante gruppo di clienti frequenta una tabaccheria di Brooklyn, chiacchierando con il gestore Auggie Wren. Molti dei clienti passano ore nel negozio, esponendo le proprie idee sul baseball dei Brooklyn Dodgers, sul piacere dell'ultima sigaretta, sulle cialde del Belgio, sugli occhiali da vista, o ancora sulle relazioni in una città grande e impersonale.
Il gestore Auggie Wren ferma uno scippo ai danni di una giovane donna, ma nel momento in cui ella vuole perdonare il bambino ladruncolo, l'uomo ridà la borsa al piccolo ladro che fugge, facendo quindi infuriare la ragazza. La moglie del proprietario della tabaccheria si lamenta perché egli non la porta mai a Las Vegas e la donna di Auggie si arrabbia quando egli , dopo averle promesso che egli sarebbe andata a ballare con lei, non mantiene la parola data. Un giorno un cliente decide di fumare l'ultima sigaretta, ricordando quando ha cominciato, ed un afroamericano viene nel negozio a vendere orologi falsi incitando l'acquisto attraverso canzoni rap. Una donna elemosina denaro per acquistare le cialde del Belgio. In seguito un nero di origini italiane incontra un ex compagno di scuola e gli fa un test costituito da domande molto personali.
Vinnie vuole vendere il negozio dove lavora Auggie a causa dei sempre più bassi introiti e al suo posto creare un ristorante vegetariano, ma un vecchio giocatore dei Dodgers, mitico team di baseball trasferitosi a Los Angeles dopo la demolizione del vecchio stadio, convince il proprietario a non vendere il negozio. Intanto la moglie del proprietario si è decisa ad andare a Las Vegas: prende dei soldi dalla cassa e seduce il suo amico Auggie nel tentativo di farsi accompagnare, ma suo marito alla fine parte con lei per il Nevada. Mentre la donna di Auggie vuole fare pace con il fidanzato, l'uomo riceve un telegramma cantato e danzato da una speciale postina inviatogli dal proprietario che decide di non vendere più il negozio. Per festeggiare, Auggie e la sua fidanzata si mettono a danzare, contagiando in breve l'intero quartiere e facendo ballare più di 500 persone.

## Produzione
La sceneggiatura, dello stesso regista Wayne Wang e di Paul Auster, è basata su un racconto originale dello stesso Paul Auster, pubblicata il giorno di Natale del 1990 sul The New York Times ed intitolata Il racconto di Natale di Auggie Wren.
Madonna interpreta nel film la ragazza della Western Union Telegram, che canta un messaggio sexy ad Auggie, il commesso della tabaccheria.

## Distribuzione
In Italia è uscito il 18 gennaio 1996, ed è stato trasmesso per la prima volta in onda il 20 luglio 1999 su Rai 2.

## Riconoscimenti
- American Comedy Awards 1996: Nomination al Miglior attrice non protagonista a Lily Tomlin
- Festival del cinema di Stoccolma 1995: Nomination al Cavallo di Bronzo al miglior film a Paul Auster e Wayne Wang